# Xã Park, Quận Pine, Minnesota
Xã Park (tiếng Anh: Park Township) là một xã thuộc quận Pine, tiểu bang Minnesota, Hoa Kỳ. Năm 2010, dân số của xã này là 37 người.